# Rhopalognatha purpureofusa
Rhopalognatha purpureofusa là một loài bướm đêm trong họ Noctuidae.